# Йоун Арнасон
Йоун Лофтур Арнасон (исл. Jón Loftur Árnason; 13 ноября 1960, Рейкьявик) — исландский шахматист, гроссмейстер (1986).
Победитель 1-го чемпионата мира среди кадетов (1977; впереди Г. Каспарова). В юношеском чемпионате Европы (1980/1981) — 2—5-е места. Чемпион страны (1977 и 1982). В составе команды Исландии участник 9-и Олимпиад (1978—1994).
Лучшие результаты в международных турнирах: Прага (1978/1979) — 2—4-е; Хамар (1979) — 2—6-е; Брайтон (1981 и 1982) — 4—5-е; Биль (1982) — 2—6-е (124 участника); Цуг (1983) — 1—2-е: Бор (1983 и 1984) — 4—5-е и 5-е; Рейкьявик (1984) — 4—6-е; Гриндавик (1984) — 2—3-е; Хусавик (1985) — 1-е; Хельсинки (1986) — 1—2-е; Пловдив (1986) — 1-е места. Зональный турнир ФИДЕ — Гёусдал (1987) — 2—4-е места.

## Изменения рейтинга
| Графики недоступны из-за технических проблем. См. информацию на Фабрикаторе и на mediawiki.org. |